# Декілька хороших хлопців
«Декілька хороших хлопців» (англ. «A Few Good Men») — американська юридична кінодрама 1992 року, знята режисером Робом Райнером.

## Сюжет
На американській військовій базі Гуантанамо на Кубі гине рядовий Вільям Сантьяго. Заарештовані двоє: рядовий Дауні та капрал Доусон зі взводу Сантьяго. Вивчаючи справу, адвокатура дивізії доходить висновку, що обвинувачені застосували до загиблого «червоний код» (нестатутну систему покарань з боку товаришів по службі). Їхній захист у суді доручають адвокату-початківцю, лейтенанту ВМС США Деніелу Кеффі. Допомагають йому дізнавач Джоан Гелловей і адвокат Сем Вайнберг.
Кеффі до цього взагалі жодного разу не доводив справи до слухання в суді, всі 44 рази укладаючи угоди з обвинуваченням. Ось і цього разу, поглинений підготовкою до бейсбольного змагання, Кеффі пропонує погодитися з вироком у 12 років. Однак під натиском Гелловей Кеффі та команда вирушають до частини, де служив загиблий, і виявляють низку дивних речей.
У флешбеку фільму Сантьяго написав листа конгресменові зі скаргою, що не може виносити фізичне навантаження, навіть непритомнів, і попросив перевести його в іншу частину, обіцяючи розповісти про проступок з боку Доусона, який відкрив несанкціоновану стрілянину через лінію розмежування на кордоні. Лист потрапив до рук начальника бази полковника Джессепа. Його заступник підполковник Маркінсон запропонував негайно перевести Сантьяго, але самовпевнений Джессеп натомість наказав командиру взводу лейтенанту Кендріку підняти результати Сантьяго до відмінних.
Джессеп заявляє команді Кеффі, що, дізнавшись про лист, він підписав наказ про негайне переведення Сантьяго; рядовий мав вирушити першим же ранковим рейсом, але не дожив до ранку. Лейтенант Кендрик заявляє, що, дізнавшись «про донос Сантьяго», він наказав солдатам не чіпати його. Обвинувачені зі свого боку запевняють, що саме Кендрик наказав їм застосувати до Сантьяго «червоний код».
Команда Кеффі розуміє, що штаб дивізії бажає зробити з хлопців цапів-відбувайлів, щоб убезпечити від неприємностей Джессепа, якому готують переведення до Ради національної безпеки. Єдиний шанс зняти звинувачення з солдатів — це довести присяжним, що вони виконували наказ своїх командирів.
Обвинувач, капітан Росс, пропонує своєму приятелеві Кеффі угоду: обвинувачені визнають свою провину, отримують два роки і звільняються через півроку. Однак капрал Доусон, схиблений на військовій честі, відкидає угоду. На суді Росс змушений іти до кінця, він звинувачує морських піхотинців у навмисному вбивстві, змові з метою вбивства, неналежній поведінці, обвинуваченим загрожує довічне ув'язнення.
На суді відбувається епічний поєдинок між Россом і Кеффі, апофеозом якого стає допит як свідка полковника Джессепа. Бравий ветеран не втрачає самовладання, відповідаючи на каверзні запитання Кеффі. Однак Кеффі вдається вибити зізнання з Джессепа, зігравши на його презирстві до себе — молокососа, який не нюхав пороху, — і на непохитній впевненості Джессепа в абсолютній правоті своїх дій. Полковника беруть під варту прямо в залі суду.
Обвинувачених присяжними визнають невинними в убивстві та змові з метою вбивства, але винними в поведінці, яка не личить морській піхоті США, і засуджують до звільнення зі збройних сил із ганьбою.

## У ролях
- Том Круз — лейтенант Деніел Кеффі
- Демі Мур — лейтенант-командер Джоанн Галловей
- Джек Ніколсон — полковник Натан Р. Джессап
- Кевін Поллак — лейтенант Сем Вайнберг
- Кевін Бейкон — капітан Джек Росс
- Кіфер Сазерленд — лейтенант Джонатан Кендрик
- Джеймс Маршалл — рядовий Лоуден Дауні
- Вольфганг Бодісон — молодший капрал Гарольд Доусон
- Джей Ті Волш —  підполковник Метью Ендрю Маркінсон
- Дж. А. Престон — суддя Джуліус Александер Рендольф
- Куба Гудінг — капрал Карл Хаммакер
- Метт Крейвен — лейтенант Дейв Спредлінг
- Ксандер Берклі — капітан Вітакер
- Майкл Делоренцо — рядовий Вільям Сантьяго
- Ноа Вайл — капрал Джеффрі Оуен Барнс
- Джон М. Джексон — капітан Вест
- Крістофер Гест — командир (доктор) Стоун
- Девід Боу — командир Джеррі Гіббс
- Джошуа Маліна — Том
- Гаррі Сезар — Лютер
- Артур Сензі — Роберт К. Макгвайр, спеціальний агент

## Знімальна група
- Режисер — Роб Райнер
- Сценарист — Аарон Соркін
- Оператор — Роберт Річардсон
- Композитор — Марк Шейман
- Художник — Дж. Майкл Ріва, Девід Ф. Классен, Глорія Грешем, Майкл Тейлор
- Продюсери — Девід Браун, Вільям С. Гілмор, Стів Ніколаїдес, Рейчел Пфеффер, Ендрю Шейнман, Джеффрі Стотт, Роб Райнер

## Нагороди та номінації

### Нагороди
- 1992 — премія Національної ради кінокритиків США за найкращу чоловічу роль другого плану (Джек Ніколсон), а також потрапляння в десятку кращих фільмів року
- 1993 — премія каналу «MTV» за найкращий фільм

### Номінації
- 1993 — 4 номінації на премію «Оскар»:
  - Найкращий фільм (Девід Браун, Ендрю Шейнман, Роб Райнер)
  - Найкраща чоловіча роль другого плану (Джек Ніколсон)
  - Найкращий звук (Кевін О'Коннелл, Рік Клайн, Роберт Ебер)
  - Найкращий монтаж (Роберт Лейтон)
- 1993 — 5 номінацій на премію «Золотий глобус»:
  - Найкращий фільм (драма)
  - Найкращий режисер (Роб Райнер)
  - Найкраща чоловіча роль (драма (Том Круз))
  - Найкраща чоловіча роль другого плану (Джек Ніколсон)
  - Найкращий сценарій (Аарон Соркін)
- 1993 — номінація на премію Американського товариства кінооператорів за найкращу операторську роботу (Роберт Річардсон)
- 1993 — номінація на премію Гільдії режисерів США за найкращу режисуру художнього фільму (Роб Райнер)
- 1993 — номінація на премію Едгара Аллана По за найкращий художній фільм (Аарон Соркін)
- 1993 — 5 номінацій на премію каналу «MTV»:
  - Найкраща чоловіча роль (Том Круз і Джек Ніколсон)
  - Найкраща жіноча роль (Демі Мур)
  - Найкращий лиходій (Джек Ніколсон)
  - Найбажаніший чоловік (Том Круз)